# SdKfz 250半履带车
 Sd.Kfz. 250  (Sonderkraftfahrzeug 250) 是一种轻型装甲半履带车，由德马格设计并与汉诺马格设计的Sd.Kfz.251外观非常相似。它被纳粹德国在二战中使用。
Sd.Kfz. 250在1939 年被采用作为制式的半履带车，但生产的延期导致1941年中期才开始使用。

## 发展
1939 年，摩托化部队的监察部门认为将小型装甲半履带車伴随戰車在作战中将很有用。它们也能满足不需要大型的车辆的部门的需求，例如指挥部、砲兵观测员、通讯与侦察部队。当时德军使用的一种半履带车Sd.Kfz. 10的设计者德马格被选中开发"轻型装甲运兵车"（leichter gepanzerter Mannschafts Transportwagen）也就是 Sd.Kfz. 250。 Sd.Kfz. 10的D7底盘被缩短并把原先的钢板车身替换成全装甲车身（Panzerwanne） ，而且几乎每一个零件都是为被指定作为装甲车辆的底盘——D7p而特别设计的。